# Eliesse Ben Seghir
Eliesse Ben Seghir (ur. 16 lutego 2005 w Saint-Tropez) – marokańsko-francuski piłkarz, występujący na pozycji ofensywnego pomocnika w monakijskim klubie AS Monaco oraz w reprezentacji Maroka. Były młodzieżowy reprezentant Francji i Maroka.

## Kariera klubowa

### Początki
Ben Seghir podstaw futbolu uczył się w klubie SC Cogolinois z Cogolin, miejscowości w pobliżu rodzinnego Saint-Tropez w departamencie Var.

### AS Monaco FC
W wieku 15 lat znalazł się w drużynie juniorów AS Monaco FC, a 5 sierpnia 2022 roku w wieku 17 lat podpisał pierwszy zawodowy kontrakt z tym klubem. Zadebiutował w drużynie seniorskiej w meczu Ligi Europy przeciw Crvena Zvezda Belgrad 3 listopada 2022 roku.
28 grudnia 2022 roku zadebiutował w Ligue 1 w wyjazdowym meczu przeciw AJ Auxerre zastępując Wissama Ben Yeddera i wchodząc na boisko w przerwie. W debiucie strzelił rywalom 2 gole co pozwoliło jego drużynie zwyciężyć 3:2. Sympatycy AS Monaco wybrali go graczem meczu. Mając 17 lat i 315 dni Ben Seghir został drugim (po Thierry Henry) najmłodszym zawodnikiem w historii AS Monaco, który ustrzelił dublet.

## Kariera reprezentacyjna
Eliesse Ben Seghir był młodzieżowym reprezentantem Francji, występował w drużynie do lat 17,18 i 19.

## Życie osobiste
Jego starszym bratem jest Salim Ben Seghir, również piłkarz.